# .limbo messiah
.limbo Messiah è il quinto album in studio della band pop punk Beatsteaks, pubblicato nel 2007 dalla Warner Music.
L'album ha meno spunti punk dei precedenti ma riesce comunque a mantenere le sonorità dure tipiche del gruppo in alcuni pezzi.
L'album è una fusione tra rock and roll e punk rock, il gruppo è riuscito comunque a dare ai fan più scatenati la vena hardcore, senza cadere nel commerciale, infatti alcuni pezzi risultano molto aggressivi con ritmi molto veloci.

## Tracce
1. As I Please
2. Jane Became Insane
3. Sharp, Cool & Collected
4. Meantime
5. Demons Galore
6. Cut Off The Top
7. Bad Brain
8. She Was Great
9. Soljanka
10. Hail To The Freaks
11. E-G-O

## Formazione
- Arnim Teutoburg-Weiß - voce e chitarra
- Bernd Kurtzke - chitarra
- Peter Baumann - chitarra
- Torsten Scholz - basso
- Thomas Götz - batteria